# Welshe Wikipedia
De Welshe Wikipedia (in het Welsh: Wicipedia Cymraeg) is een editie van de encyclopedie Wikipedia in het Welsh, een Keltische taal die gesproken wordt in Wales.

## Geschiedenis
De wiki startte in juli 2003, deze Wikipedia-editie is een belangrijke speler in het opzoeken van informatie in Wales.

## Artikelen
- 2007 - 10.000 artikelen
- 2016 - 70.000+ artikelen
- mei 2018 - 100.532+ artikelen
- mei 2025 - 282.044 artikelen